# 22906 Lisauckis
22906 Lisauckis este un asteroid din centura principală de asteroizi.

## Descriere
22906 Lisauckis este un asteroid din centura principală de asteroizi. A fost descoperit pe 3 octombrie 1999 la Socorro, New Mexico, în cadrul proiectului LINEAR. Asteroidul prezintă o orbită caracterizată de o semiaxă mare de 2,45 ua, o excentricitate de 0,08 și o înclinație de 8,9° în raport cu ecliptica.